# Pleurotus angustatus
Pleurotus angustatus är en svampart som först beskrevs av Berk. & Broome, och fick sitt nu gällande namn av Pier Andrea Saccardo 1887. Pleurotus angustatus ingår i släktet Pleurotus och familjen musslingar.   Inga underarter finns listade i Catalogue of Life.